# Хилл, Майкл (ювелир)
Сэр Ричард Майкл Хилл (англ. Sir Richard Michael Hill; 23 декабря 1938, Вангареи, Новая Зеландия — 29 июля 2025) — новозеландский ювелир, предприниматель и филантроп, основатель международной ювелирной сети Michael Hill Jeweller.

## Биография
Майкл Хилл родился 23 декабря 1938 года в городе Фангареи на Северном острове Новой Зеландии. Он учился в Whangārei Boys' High School с 1949 по 1954 год. В возрасте 16 лет он оставил школу, мечтая стать концертным скрипачом, но вскоре отказался от этой идеи, осознав, что начал обучение слишком поздно для достижения профессионального уровня.
После этого он начал работать в ювелирном магазине своего дяди Артура Фишера, где проявил себя как талантливый продавец и оформитель витрин, получив международные награды за свои работы. Позже он занялся рекламой магазина, используя необычные и запоминающиеся темы для привлечения клиентов.
В 1964 году Майкл познакомился с Кристин Роу, преподавательницей искусства из Англии. Они поженились в марте 1965 года и имели двоих детей: Марка (род. 1969) и Эмму (род. 1971).

## Ювелир
В 1979 году, после того как их дом сгорел в пожаре, Майкл и Кристин решили начать собственное дело. 13 мая 1979 года они открыли первый магазин Michael Hill Jeweller в Фангареи, сосредоточившись исключительно на продаже ювелирных изделий, исключив из ассортимента часы, серебряные изделия и фарфор, что отличало их от конкурентов.
Майкл поставил цель открыть семь магазинов за семь лет и превзошел ее, открыв восьмой магазин в 1986 году. В 1987 году компания вышла на фондовую биржу Новой Зеландии, что позволило расшириться на австралийский рынок. К 2024 году сеть насчитывала более 300 магазинов в Австралии, Канаде и Новой Зеландии, с годовым доходом около 650 миллионов долларов.

## Филантропия и признание
Сэр Майкл активно занимался благотворительностью, особенно в области искусства и образования. В 2008 году он был признан Предпринимателем года по версии Ernst & Young в Новой Зеландии. В 2011 году он был удостоен звания рыцаря-компаньона Ордена Заслуг Новой Зеландии за вклад в бизнес и искусство.

## Личная жизнь и смерть
Майкл и Кристин прожили вместе более 60 лет. В апреле 2025 года он отошёл от дел компании для прохождения лечения от рака и скончался 29 июля 2025 года в возрасте 86 лет. Его уход вызвал волну соболезнований, включая слова премьер-министра Новой Зеландии Кристофера Лаксона, который отметил его вклад в развитие национального бизнеса и вдохновение для будущих поколений предпринимателей.